# Cherif Ndiaye
Cherif Pape Ndiaye (Dakar, 23 gennaio 1996) è un calciatore senegalese, attaccante della Stella Rossa.

## Carriera

### Club
Il 21 gennaio 2019 viene acquistato a titolo definitivo dalla squadra croata dell'HNK Gorica; in seguito gioca anche nella prima divisione turca, in quella cinese ed in quella serba.

### Nazionale
Il 6 giugno 2024 ha esordito in nazionale maggiore nel pareggio contro la RD del Congo.

## Statistiche

### Presenze e reti nei club
Statistiche aggiornate al 27 novembre 2024.
| Stagione                | Squadra                 | Campionato              | Campionato | Campionato | Coppe nazionali | Coppe nazionali | Coppe nazionali | Coppe continentali | Coppe continentali | Coppe continentali | Altre coppe | Altre coppe | Altre coppe | Totale | Totale |
| Stagione                | Squadra                 | Comp                    | Pres       | Reti       | Comp            | Pres            | Reti            | Comp               | Pres               | Reti               | Comp        | Pres        | Reti        | Pres   | Reti   |
| ----------------------- | ----------------------- | ----------------------- | ---------- | ---------- | --------------- | --------------- | --------------- | ------------------ | ------------------ | ------------------ | ----------- | ----------- | ----------- | ------ | ------ |
| gen.-giu. 2017          | Waasland-Beveren        | PL                      | 3+1        | 0          | CB              | 0               | 0               | -                  | -                  | -                  | -           | -           | -           | 4      | 0      |
| 2017-2018               | Waasland-Beveren        | PL                      | 4+4        | 0+1        | CB              | 0               | 0               | -                  | -                  | -                  | -           | -           | -           | 8      | 1      |
| lug.-ago. 2018          | Waasland-Beveren        | PL                      | 1          | 0          | CB              | 0               | 0               | -                  | -                  | -                  | -           | -           | -           | 1      | 0      |
| Totale Waasland-Beveren | Totale Waasland-Beveren | Totale Waasland-Beveren | 8+5        | 0+1        |                 | 0               | 0               |                    | -                  | -                  |             | -           | -           | 13     | 1      |
| 2018-2019               | HNK Gorica              | 1. HNL                  | 17         | 8          | CC              | 0               | 0               | -                  | -                  | -                  | -           | -           | -           | 17     | 8      |
| 2019-2020               | HNK Gorica              | 1. HNL                  | 33         | 7          | CC              | 3               | 4               | -                  | -                  | -                  | -           | -           | -           | 36     | 11     |
| lug.-ago. 2020          | HNK Gorica              | 1. HNL                  | 2          | 0          | CC              | 0               | 0               | -                  | -                  | -                  | -           | -           | -           | 2      | 0      |
| Totale HNK Gorica       | Totale HNK Gorica       | Totale HNK Gorica       | 52         | 15         |                 | 3               | 4               |                    | -                  | -                  |             | -           | -           | 55     | 19     |
| 2020-2021               | Göztepe                 | SL                      | 39         | 10         | CT              | 1               | 2               | -                  | -                  | -                  | -           | -           | -           | 40     | 12     |
| 2021-apr. 2022          | Göztepe                 | SL                      | 30         | 10         | CT              | 3               | 2               | -                  | -                  | -                  | -           | -           | -           | 33     | 12     |
| Totale Göztepe          | Totale Göztepe          | Totale Göztepe          | 69         | 20         |                 | 4               | 4               |                    | -                  | -                  |             | -           | -           | 73     | 24     |
| 2022                    | Shanghai Haigang        | CSL                     | 24         | 9          | CC              | 1               | 0               | -                  | -                  | -                  | -           | -           | -           | 25     | 9      |
| gen.-giu. 2023          | Adana Demirspor         | SL                      | 12         | 8          | CT              | 0               | 0               | -                  | -                  | -                  | -           | -           | -           | 12     | 8      |
| ago.-set. 2023          | Adana Demirspor         | SL                      | 2          | 1          | CT              | 0               | 0               | UECL               | 6                  | 4                  | -           | -           | -           | 8      | 5      |
| Totale Adana Demirspor  | Totale Adana Demirspor  | Totale Adana Demirspor  | 14         | 9          |                 | 0               | 0               |                    | 6                  | 4                  |             | -           | -           | 20     | 13     |
| 2023-2024               | Stella Rossa            | SL                      | 23+5       | 7+4        | CS              | 5               | 3               | UCL                | 6                  | 1                  | -           | -           | -           | 39     | 15     |
| 2024-2025               | Stella Rossa            | SL                      | 16         | 13         | CS              | 0               | 0               | UCL                | 9                  | 2                  | -           | -           | -           | 25     | 15     |
| Totale Stella Rossa     | Totale Stella Rossa     | Totale Stella Rossa     | 39+5       | 20+4       |                 | 5               | 3               |                    | 15                 | 3                  |             | -           | -           | 64     | 30     |
| Totale carriera         | Totale carriera         | Totale carriera         | 216        | 78         |                 | 13              | 11              |                    | 21                 | 7                  |             | -           | -           | 250    | 96     |

### Cronologia presenze e reti in nazionale
| Cronologia completa delle presenze e delle reti in nazionale ― Senegal | Cronologia completa delle presenze e delle reti in nazionale ― Senegal | Cronologia completa delle presenze e delle reti in nazionale ― Senegal | Cronologia completa delle presenze e delle reti in nazionale ― Senegal | Cronologia completa delle presenze e delle reti in nazionale ― Senegal | Cronologia completa delle presenze e delle reti in nazionale ― Senegal | Cronologia completa delle presenze e delle reti in nazionale ― Senegal | Cronologia completa delle presenze e delle reti in nazionale ― Senegal |
| Data                                                                   | Città                                                                  | In casa                                                                | Risultato                                                              | Ospiti                                                                 | Competizione                                                           | Reti                                                                   | Note                                                                   |
| ---------------------------------------------------------------------- | ---------------------------------------------------------------------- | ---------------------------------------------------------------------- | ---------------------------------------------------------------------- | ---------------------------------------------------------------------- | ---------------------------------------------------------------------- | ---------------------------------------------------------------------- | ---------------------------------------------------------------------- |
| 6-6-2024                                                               | Diamniadio                                                             | Senegal                                                                | 1 – 1                                                                  | RD del Congo                                                           | Qual. Mondiali 2026                                                    | -                                                                      | 90’                                                                    |
| 9-6-2024                                                               | Nouakchott                                                             | Mauritania                                                             | 0 – 1                                                                  | Senegal                                                                | Qual. Mondiali 2026                                                    | -                                                                      | 76’                                                                    |
| 14-11-2024                                                             | Ouagadougou                                                            | Burkina Faso                                                           | 0 – 1                                                                  | Senegal                                                                | Qual. Coppa d'Africa 2025                                              | -                                                                      | 64’                                                                    |
| 19-11-2024                                                             | Dakar                                                                  | Senegal                                                                | 2 – 0                                                                  | Burundi                                                                | Qual. Coppa d'Africa 2025                                              | -                                                                      | 77’                                                                    |
| 22-3-2025                                                              | Bengasi                                                                | Sudan                                                                  | 0 – 0                                                                  | Senegal                                                                | Qual. Mondiali 2026                                                    | -                                                                      | 67’                                                                    |
| 6-6-2025                                                               | Dublino                                                                | Irlanda                                                                | 1 – 1                                                                  | Senegal                                                                | Amichevole                                                             | -                                                                      | 77’ 90+2’                                                              |
| Totale                                                                 |                                                                        | Presenze                                                               | 6                                                                      |                                                                        | Reti                                                                   | 0                                                                      |                                                                        |

## Palmarès

### Club

#### Competizioni nazionali
- Campionato serbo: 2

Stella Rossa: 2023-2024, 2024-2025
- Coppa di Serbia: 2

Stella Rossa: 2023-2024, 2024-2025

### Individuale
- Capocannoniere della Coppa di Serbia: 1

2023-2024 (3 reti)
- Capocannoniere del campionato serbo: 1

2024-2025 (18 reti)